# كينغستون
كينغستون (Kingston) هي عاصمة جامايكا وأكبر مدنها. تقع المدينة في الساحل الجنوب الشرقي للبلاد. تعتبر كينغستون أكبر المدن المتحدثة باللغة الإنجليزية الواقعة جنوب الولايات المتحدة الأمريكية. تقع في مقاطعة سوري، في دائرة كينغستون الإدارية. تأسست عام 1693.

## الديموغرافيا
معظم سكان كينغستون من أصول أفريقية. الهنود الشرقيون           والصينيون هم من الأقليات العرقية الكبيرة في المدينة الذين جاؤوا للبلاد كخدم بالسخرة في أواخر القرن التاسع عشر. وللصينيين أدوار مهمة في الاقتصاد الجامايكي، إذ أن لهم أعمال تجارية مهمة في وسط المدينة وضواحيها. كما يوجد أقلية أوروبية معظمهم من أصول ألمانية أو بريطانية. كما أن للسوريين واللبنانيين تأثير كبير في المجتمع الجامايكي ككل وفي المدينة على وجه الخصوص. وبالرغم من ضآلة عددهم، قدّم اللبنانيون الجامايكيون رئيساً للوزراء في جامايكا هو إدوارد فيليب جورج سيغا.
ومثل الكثير من البلاد ذات الأغلبية من العنصر الأسود، يحتل البيض المكانة الاجتماعية والاقتصادية العليا في البلاد. وهناك تفرقة اجتماعية واضحة ضد الأشخاص ذوي البشرة الداكنة والتي تبدو في الانحياز إلى إعطاء العناصر الأروبية والبيضاء المناصب المهمة والحساسة. ويشكّل الخليط العنصري الجامايكي المختلط الفئة الكبرى الثانية في البلاد.

## الأديان
المسيحية هي الدين الشائع في المدينة باختلاف طوائفها. بسبب تأثير الاستعمار الإنكليزي للجزيرة، هناك تواجد كبير للبروتستانتية. الطوائف الأساسية هي كنيسة الرب، والكنيسة المعمدانية، والإنجيليكية، والميثودية، والكنيسة الرومانية الكاثوليكية، والسبتية   والخمسينية. كما هناك تواجد واضح لاتباع التوافقية الأفريقية مثل الحركة الراستفارية. وهناك جاليات يهودية وبوذية وإسلامية. ففي المدينة كنيس يهودي يتبع لحاخامية أبواب السلام (شار شالوم). ومركز الدعوة والتربية الإسلامي ومجلس جامايكا الإسلامي. كما يوجد ثلال كنائس لطائفة المورمون.

## الاقتصاد

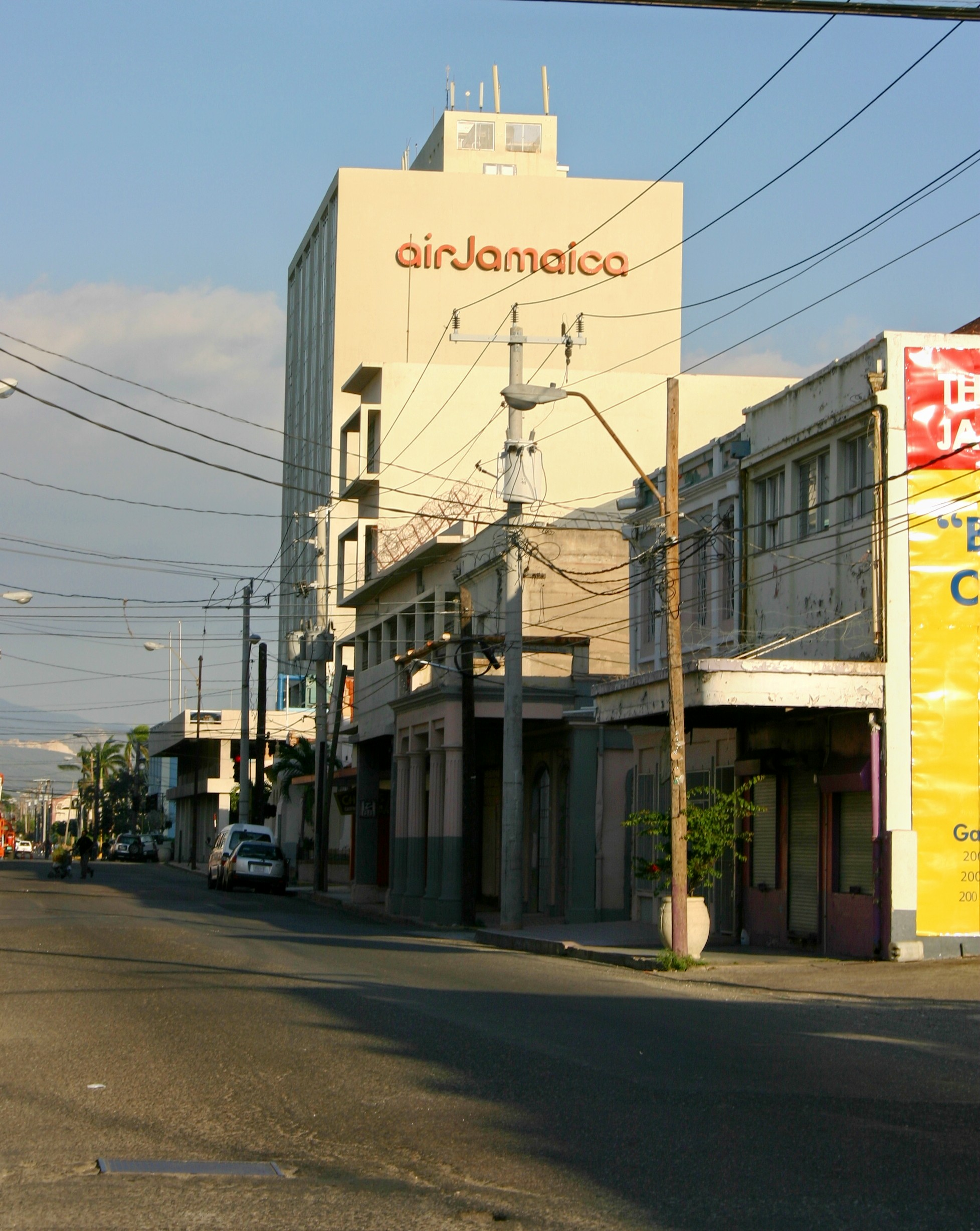
المقر الرئيسي لطيران جامايكا

تجذب كينغستون معظم النشاطات الاقتصادية والتجارية في البلاد كما يتواجد بها معظم المكاتب الرئيسية للدوائر الحكومية والوزارات والكثير من الشركات العالمية. كما اتخذت شركة طيران جامايكا المدينة كمقر رئيسي لها. ولهذا، للمدينة دور اساسي وفعال في القرارات الاقتصادية والمالية. ونسبة السكان العالية في المدينة تجعلها مركز التعاملات المالية في البلاد مما تساهم بشكل كبير في الورة الاقتصادية. وبسبب هذه الاهمية الاقتصادية، اتخذت الحكومة الجامايكية الاجرآت لجعل كينغستون مركز مالي عالمي وبتأسيس مبنى لها على الشاطيء ليكون نواة مشروع تحسين وتجميل وتطوير المدينة.

## الجغرافيا والطقس
يحيط بمدينة كينغستون جبال البلو وتلال رد وجبل لونغ ومرفاء كينغستون. تقع المدينة في سهل ليغوانيا الخصب على ضفاف نهر هوب. وتتعرض المدينة للزلازل باستمرار.
تتبع كينغستون للمناخ المداري الرطب والجاف معا. يمتد فصل الأمطار من مايو وحتى نوفمبر يتخلله الأعاصير. أما فصل الصحو فيمتد من ديسمبر وحتى أبريل ويكون جافا يمر بفترات برودة مفاجئة مصاحبة بأمطار غزيرة خاصة بشهر مارس. يمنع جبال بلو من وصول رطوبة الرياح الشمال شرقية من الوصول إلى المدينة مما يجعلها جافة جدا بالنسبة للمدن الواقعة غربي للجزيرة. وقوعها على الساحل يجعلها عرضة للعوامل البحرية التي بدأ تأثيرها يخف مع ازدهار العمران. وتندرج جارة الجو بين 38.8 درجة مئوية و 13.4 درجة مئوية. وتختلف نسبة هطول الأمطار خلال السنة إذ سجلت أعلى نسبة في شهر أكتوبر التي تصل إلى معدل 177 ملم وأدنى نسبة في شهر مارس التي تصل إلى معدل 18.8 ملم. ومن النادر تساقط الثلوج والضباب والزوابع.
| البيانات المناخية لـKingston (extremes 1973-present) | البيانات المناخية لـKingston (extremes 1973-present) | البيانات المناخية لـKingston (extremes 1973-present) | البيانات المناخية لـKingston (extremes 1973-present) | البيانات المناخية لـKingston (extremes 1973-present) | البيانات المناخية لـKingston (extremes 1973-present) | البيانات المناخية لـKingston (extremes 1973-present) | البيانات المناخية لـKingston (extremes 1973-present) | البيانات المناخية لـKingston (extremes 1973-present) | البيانات المناخية لـKingston (extremes 1973-present) | البيانات المناخية لـKingston (extremes 1973-present) | البيانات المناخية لـKingston (extremes 1973-present) | البيانات المناخية لـKingston (extremes 1973-present) | البيانات المناخية لـKingston (extremes 1973-present) |
| الشهر                                                | يناير                                                | فبراير                                               | مارس                                                 | أبريل                                                | مايو                                                 | يونيو                                                | يوليو                                                | أغسطس                                                | سبتمبر                                               | أكتوبر                                               | نوفمبر                                               | ديسمبر                                               | المعدل السنوي                                        |
| ---------------------------------------------------- | ---------------------------------------------------- | ---------------------------------------------------- | ---------------------------------------------------- | ---------------------------------------------------- | ---------------------------------------------------- | ---------------------------------------------------- | ---------------------------------------------------- | ---------------------------------------------------- | ---------------------------------------------------- | ---------------------------------------------------- | ---------------------------------------------------- | ---------------------------------------------------- | ---------------------------------------------------- |
| الدرجة القصوى °م (°ف)                                | 39.0 (102.2)                                         | 34.8 (94.6)                                          | 35.1 (95.2)                                          | 35.7 (96.3)                                          | 40.0 (104.0)                                         | 38.8 (101.8)                                         | 43.2 (109.8)                                         | 37.0 (98.6)                                          | 39.7 (103.5)                                         | 37.0 (98.6)                                          | 37.1 (98.8)                                          | 35.0 (95.0)                                          | 43.2 (109.8)                                         |
| متوسط درجة الحرارة الكبرى °م (°ف)                    | 30.3 (86.5)                                          | 30.2 (86.4)                                          | 30.7 (87.3)                                          | 31.1 (88.0)                                          | 31.6 (88.9)                                          | 32.1 (89.8)                                          | 32.8 (91.0)                                          | 32.7 (90.9)                                          | 32.1 (89.8)                                          | 31.7 (89.1)                                          | 31.2 (88.2)                                          | 30.6 (87.1)                                          | 31.4 (88.5)                                          |
| متوسط درجة الحرارة الصغرى °م (°ف)                    | 21.1 (70.0)                                          | 21.0 (69.8)                                          | 21.6 (70.9)                                          | 22.6 (72.7)                                          | 23.6 (74.5)                                          | 24.2 (75.6)                                          | 24.3 (75.7)                                          | 24.2 (75.6)                                          | 24.0 (75.2)                                          | 23.4 (74.1)                                          | 22.8 (73.0)                                          | 21.8 (71.2)                                          | 22.9 (73.2)                                          |
| أدنى درجة حرارة °م (°ف)                              | 14.6 (58.3)                                          | 13.4 (56.1)                                          | 15.0 (59.0)                                          | 18.0 (64.4)                                          | 17.4 (63.3)                                          | 20.0 (68.0)                                          | 19.0 (66.2)                                          | 17.8 (64.0)                                          | 20.0 (68.0)                                          | 19.0 (66.2)                                          | 14.6 (58.3)                                          | 14.6 (58.3)                                          | 13.4 (56.1)                                          |
| الهطول مم (إنش)                                      | 18 (0.7)                                             | 19 (0.7)                                             | 20 (0.8)                                             | 39 (1.5)                                             | 100 (3.9)                                            | 74 (2.9)                                             | 42 (1.7)                                             | 98 (3.9)                                             | 114 (4.5)                                            | 177 (7.0)                                            | 65 (2.6)                                             | 47 (1.9)                                             | 813 (32.1)                                           |
| متوسط أيام هطول الأمطار                              | 5                                                    | 5                                                    | 5                                                    | 7                                                    | 8                                                    | 7                                                    | 6                                                    | 9                                                    | 11                                                   | 14                                                   | 10                                                   | 6                                                    | 93                                                   |
| متوسط الرطوبة النسبية (%)                            | 74                                                   | 73                                                   | 72                                                   | 72                                                   | 74                                                   | 72                                                   | 70                                                   | 73                                                   | 77                                                   | 79                                                   | 77                                                   | 74                                                   | 74                                                   |
| ساعات سطوع الشمس الشهرية                             | 257.3                                                | 240.1                                                | 260.4                                                | 258.0                                                | 254.2                                                | 237.0                                                | 260.4                                                | 257.3                                                | 213.0                                                | 223.2                                                | 222.0                                                | 235.6                                                | 2٬918٫5                                              |
| المصدر #1: Meteorological Service (Jamaica)          |                                                      |                                                      |                                                      |                                                      |                                                      |                                                      |                                                      |                                                      |                                                      |                                                      |                                                      |                                                      |                                                      |
| المصدر #2: Voodoo Skies for extremes                 |                                                      |                                                      |                                                      |                                                      |                                                      |                                                      |                                                      |                                                      |                                                      |                                                      |                                                      |                                                      |                                                      |

| يناير       | فبراير      | مارس        | أبريل       | مايو        | يونيو       | يوليو       | آب          | سبتمبر      | أكتوبر      | نوفمبر      | ديسمبر                   |
| ----------- | ----------- | ----------- | ----------- | ----------- | ----------- | ----------- | ----------- | ----------- | ----------- | ----------- | ------------------------ |
| 79 °F 26 °C | 79 °F 26 °C | 79 °F 26 °C | 81 °F 27 °C | 81 °F 27 °C | 82 °F 28 °C | 84 °F 29 °C | 84 °F 29 °C | 82 °F 28 °C | 82 °F 28 °C | 81 °F 27 °C | 81 °F 27 °C[بحاجة لمصدر] |

## الحدائق
يوجد في مدينة كينغستون العديد من الحدائق المدنية التي تشهد بالعادة الكثير من الاحتفالات والنشاطات. من أشهر هذه الحدائق: حديقة إيمانسيباشن (التحرير)، جنائن هوب، ديفون هاوس، حديقة الأبطال الوطنية، حديقة سانت ويليم غرانت وحديقة منديلا.

## النقل والمواصلات

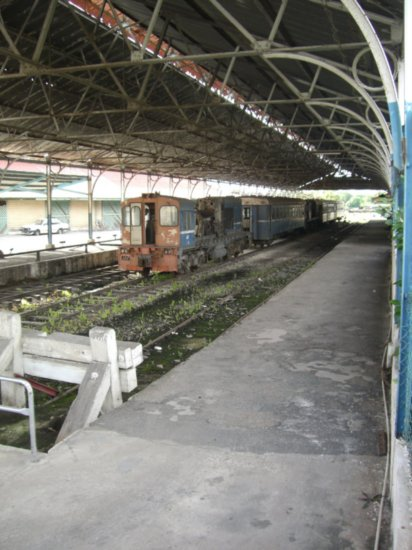
الصورة الداخلية لمحطة سكة حديد كينغستون مأخوذة من نهاية العازلة للمنصة

### الطرق
لمدينة كينغستون شبكة مواصلات متشعبة من أوتوسترادات وطرق معبدة وطرق ثانوية وطرق فرعية. تعتبر حديقة سانت ويليم غرانت الواقعة في وسط المدينة هي بداية ثلاث طرق الـ «آي» (A) من الأربع التي تصل كل جامايكا. فطريق آي1 (A1) يصل إلى مدينة لوكيا، وطريق آي3 (A3) يصل إلى خليج سانت آن، أما طريق آي4 (A4) فيصل إلى خليج أنوتو. طريق 2000 السريع يمر ببورتمور وأشو وماندفيل. وتم افتتاح جزء جديد من الطريق السريع سمي A3 الذي قصر مدة الرحلة إلى خليج مونتيغو من 4 ساعات إلى ساعتين ونصف. ونسبة السيارات العالية تسبب ازدحامات خانقة.

### الحافلات
تدير شركة جامايكا للنقل المدني شبكة مواصلات عامة حديثة في المدينة تشمل الحافلات المتوسطة والصغيرة وسيارات التاكسي وتخدم كل أنحاء المدينة ولها محطات مواقف أساسية تشمل بارايد، كروس رود، هاف واي تري.
تاريخيا، استبدل نظام النقل على البغال، في عام 1898م، بنظام الترام الكهربائي التي سيٌرته شركة وست إنديا للكهرباء ومن ثم انتقل إلى الشركة الجامايكية للخدمات العامة. وتم إيقاف هذه الخدمة عام 1948م بعد نمو المدينة الكبير وعدم قدرة الترام على تقديم الخدمة بشكل واف. واستعمل نظام الحافلات بين عامي 1948م و 1953م. وبين عامي 1953م و 1983م، قامت شركة جامايكا أومنيبوص للخدمات بتقديم خدمة نقل تشمل مناطق المدينة الإسبانية، الحدود، وجبل جايمس، خليج بول، مرفأ رويال. ثم أمّمتها الدولة عام 1974م لتصبح مملوكة للحكومة عام 1984م.

### السكك الحديدية
افتتحت سكك الحديد عام 1845م واغلقت عام 1992م عندما خفَّ استعمالها من قبل المواطنين. وفي المدينة محطة سكك غير مستعملة كانت تصل إلى مختلف أنحاء المدن والمناطق الجامايكية.

### المطارات
في المدينة مطارين الأول دولي يعرف بمطار نورمان مانلي والثاني محلي يعرف بمطار تنسون بن.

### المرافيء
تاريخيا، كان كل ساحل المدينة مرفاء يخدم السفن عبر ارصفة موانيء منتشرة على طول الشط. لكن مع نمو خدمات الحاويات، تم نقل وتحديد المرفاء بمدينة نيوبورت وست.

## الخدمات الأمنية
مركز شرطة جامايكا، وتسمى «جامايكا كونستابيولاري فورس» (Jamaica Constabulary Force) في شارع أولد هوب بالقرب من ليغوانيا. وهناك مكاتب شرطة منتشرة في المدينة. وهناك العديد من المحاكم في كينغستون مثل المحكمة العليا، محكمة الأسلحة، محكمة السير، ومحكمة الشؤون العائلية. ولجيش الدفاع الجامايكي مراكز عسكرية في المدينة وقاعدة بحرية في مرفأ رويال.

### الإطفاء
مسؤلية الدفاع المدني في كينغستون تقع على عاتق فوج إطفاء جامايكا. وله مراكز إطفاء منتشرة في أنحاء المدينة.

## وسائل الإعلام
ثلاث شركات إعلامية تنشر الصحف في كينغستون هي: شركة غلينير وجامايكا أوبزرفر وصنداي هيرالد. وهناك العديد من محطات التلفزة والإذاعات في كينغستون تشمل تلفزيون جامايكا وسيفيأم تي في، وآرجي آر 94 أف أم وراديو تي بي سي، هيتز 92 ومحطات أخرى.

## الاتصالات

### الاتصالات الأرضية
يدير شبكات الاتصال الأرضية والشبكة السريعة شركتا «فلو» و«ديجيسيل» تستخدمان الكابلات النحاسية والألياف لتقديم الخدمات الهاتفية والشبكية والصوت عبر الإنترنت والتلفزيون الرقمي بسرعات تتراوح بين 100 ميجابت/الثانية و10 جيجابت/ثانية بحسب التقنيات المستخدمة.

### الاتصالات الجوالة
تقدم نفس الشركتين خدمات الاتصالات الجوالة عبر تقنيات جي إس إم وإيدج و 3ج هسبا وهسبا+ وتغطي كامل أراضي المدينة وضواحيها. وهناك مساعٍ لإنشاء شركة جديدة ستسمى «كاريسيل» التي ستوفر خدمات سريعة عبر تقنيات إل إي تي لكامل مناطق كينغستون.

## الخدمة البريدية
تدير مؤسسة بريد جامايكا الخدمات البريدية في المدينة والتي تشمل البريد الداخلي المحلي والبريد العالمي. وتشمل خدماتها تسليم البريد، البريد المسجل، البريد المستعجل، البريد الرزمي، البريد السريع، وبريد الاعلانات.
وتقسم المناطق البريدية إلى الاقسام التالية:
| المنطقة          | منطقة الخدمة                            |
| ---------------- | --------------------------------------- |
| كنغستون سي اس او | مركز الفرز المركزي - وسط مدينة كينغستون |
| كنغستون 1        | مرفاء رويال                             |
| كنغستون 2        | شارع وينوارد                            |
| كنغستون 3        | مدينة فينيارد                           |
| كنغستون 4        | مدينة المان                             |
| كنغستون 5        | كروس رودز                               |
| كنغستون 6        | ليغوينيا                                |
| كنغستون 7        | مونا ومدينة اوغسط                       |
| كنغستون 8        | كونستانت سبرنغ                          |
| كنغستون 9        | ستوني هيل                               |
| كنغستون 10       | هاف-واي-تري                             |
| كنغستون 11       | حديقة هاغلي                             |
| كنغستون 12       | مدينة جونس                              |
| كنغستون 13       | مدينة ويتفيلد                           |
| كنغستون 14       | مدينة دنهام                             |
| كنغستون 15       | نيوبورت                                 |
| كنغستون 16       | مدينة فرانكلن                           |
| كنغستون 17       | هاربور فيو                              |
| كنغستون 19       | ميدوبريدج                               |
| كنغستون 20       | المنطقة الغربية                         |

## المؤسسات
كون المدينة هي العاصمة جعلها مركزا لمؤسسات مالية وثقافية واقتصادية وصناعية لدولة جامايكا. واتخذت العديد من المؤسسات المالية مراكز رئيسية لها في كينغستون مما رفع أعداد المستشفيات والمدارس والجامعات والثقافية إلى أعداد كبيرة مقارنة ببقية أنحاء الجزيرة. من أهم معالم كينغستون: جامعة ويست انديز، متحف قوى الدفاع الجامايكي ومتحف بوب مارلي.

## العلاقات العامة

### توأمة المدن
وقعت مدينة كينغستون اتفاقيات تؤامة مع المدن العالمية التالية:
| - ميامي، فلوريدا - كلامازو، ميشيغن - توبيكا، كانساس - كوفنتري، انكلترا | - كوادالاخارة، المكسيك - جينجيانغ، الصين - بانيفيزيس، ليثوانيا |